# Hubert Lakner
Hubert Lakner (* 1958) ist ein deutscher Physiker, Hochschullehrer an der Technischen Universität Dresden und Leiter des Fraunhofer-Instituts für Photonische Mikrosysteme (IPMS).

## Leben
Lakner studierte von 1979 bis 1986 Physik an der Eberhard Karls Universität Tübingen. Danach war er ein Jahr in einem Industrieunternehmen und wechselte 1987 an die Universität Duisburg, wo er an Forschungsprojekten im Bereich der Nanocharakterisierung von mesoskopischen Verbindungs-Halbleitersystemen mitarbeitete und 1993 mit einer Dissertation über Ortsaufgelöste Charakterisierung von AlGaAs/InGaAs-Heteroschichten im Raster-Transmissionselektronenmikroskop (RTEM)  zum Dr.-Ing. promoviert wurde.
Von 1994 bis 1998 war er als Oberingenieur Bereich Höchstfrequenz- und Höchstgeschwindigkeitsschaltungen an der Universität Duisburg tätig. Anschließend war bis 2002 am Fraunhofer-Institut für Mikroelektronische Schaltungen und Systeme in Dresden tätig, zunächst als Abteilungsleiter und 2002 als geschäftsführender Direktor.
Seit 2003 ist er geschäftsführender Institutsleiter des Fraunhofer-Instituts für Photonische Mikrosysteme (IPMS) sowie Professor für »Optoelektronische Bauelemente und Systeme« an der Fakultät Elektrotechnik und Informationstechnik der Technischen Universität Dresden.
Seit Januar 2011 ist er auch der Vorsitzende des Direktoriums des Fraunhofer Verbundes Mikroelektronik.
Lakner ist verheiratet und hat drei Kinder. Seit 1979 ist er Mitglied der katholischen Studentenverbindung AV Guestfalia Tübingen.